# Lisa Grushcow

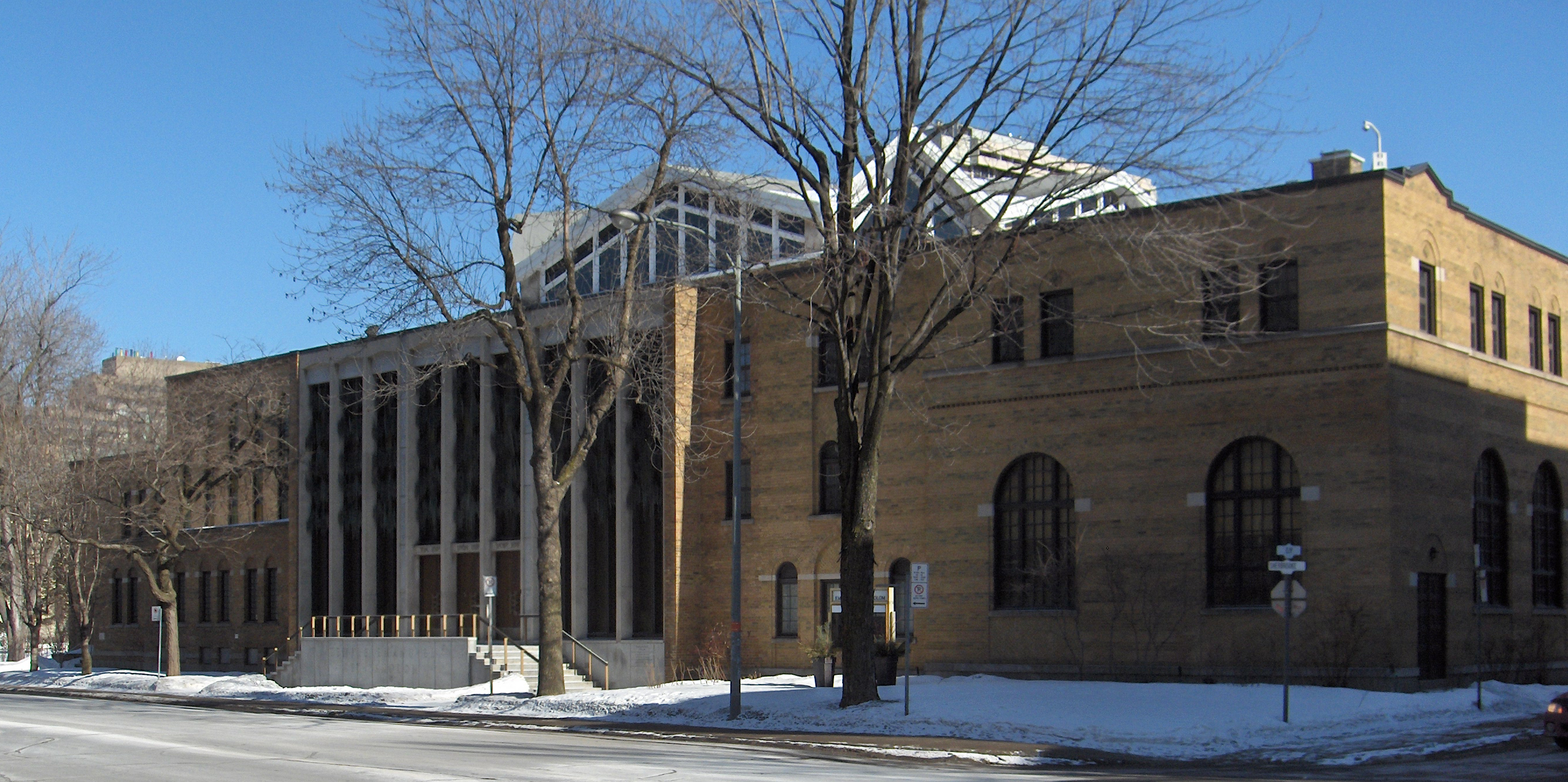
La plus vieille synagogue réformiste au Canada, le Temple Emanu-El-Beth Sholom (datant de 1882 et situé à Westmount, dans l'agglomération de Montréal) est dirigée par une femme rabbin, Rabbi Lisa Grushcow.

Lisa Grushcow est une rabbin canadienne. Elle a reçu la bourse Rhodes dans les années 1990,. En 2012, elle devient rabbin principal du Temple Emanu-El-Beth Sholom (en) à Westmount,. Elle est née à Ottawa, en Ontario, et a grandi à Toronto, elle a étudié à McGill avant d'obtenir un doctorat à Oxford. En 2014, elle a édité l'ouvrage The Sacred Encounter: Jewish Perspectives on Sexuality de la Conférence centrale des rabbins américains, destiné à communiquer le judaïsme et la sexualité aux lecteurs laïques.

### Sources
- Janice Arnold, « Temple's new senior rabbi hopes to 'open doors' », Canadian Jewish News,‎ 2 mars 2012 (lire en ligne)
- « Talk to me about sex, rabbi – Who knew rabbis could have so many interesting things to say about sex? », Montreal Gazette,‎ 26 mai 2014 (lire en ligne)
- Steve Rukavina, « How personal struggles made Lisa Grushcow a better rabbi », CBC News,‎ 8 mai 2017 (lire en ligne)
- Dan Bilefsky, « Gay and Once Divorced, a Canadian Rabbi Broadens Judaism's Tent », The New York Times,‎ 12 juillet 2019 (lire en ligne)

## Lectures complémentaires
- Romy Shiller, « Rabbis 2015: Lisa Grushcow », The Forward,‎ 2015 (lire en ligne)
- Ira Stoll, « New York Times Touts 'Gay and Once Divorced' Rabbi », Algemeiner Journal,‎ 17 juillet 2019 (lire en ligne)